# Porceddu
Il porceddu  o porcheddu, oggigiorno spesso italianizzato col nome di porcetto e classificato in italiano come suinetto da latte sardo, suinetto sardo o anche porchetto sardo e maialetto sardo, è un secondo piatto tradizionale della Sardegna.

## Storia
La tradizione del porceddu da latte giunse, secondo alcune fonti, dagli antichi insediamenti spagnoli che dominarono il territorio per molti anni e veniva originariamente consumato dai pastori sardi nel solo periodo pasquale, in quanto il maiale costituiva un'importante risorsa alimentare per le famiglie. Il porceddu costituisce uno dei piatti più famosi della Sardegna, e viene considerato uno degli alimenti più rappresentativi della gastronomia isolana. Rientra fra i prodotti agroalimentari tradizionali sardi. Un tempo diffuso nella sola Sardegna, il porceddu viene oggi preparato in tutta Italia.

## Descrizione
Consiste in un maiale giovane di non oltre sei o sette chili, perfettamente pulito internamente ed esternamente, tagliato longitudinalmente e infilato nello spiedo. Viene salato solo a metà cottura in modo che alla fine risulti una cotenna croccante e una carne tenera. Il porceddu viene tradizionalmente aromatizzato e speziato con zafferano, pepe nero o noce moscata, mirto, timo e menta.

## Varianti
Meno diffuso ma altrettanto tradizionale è la cottura sotto terra denominata a carraxiu.
Il porcheddu ammurtau viene coperto in foglie di mirto durante il periodo di raffreddamento.